# Larry Nelson
Larry (Gene) Nelson, född 10 september 1947 i Fort Payne i Alabama, är en amerikansk golfspelare.
Till skillnad från många andra framgångsrika golfspelare så spelade inte Nelson golf som barn. Efter att han som 21-åring kommit hem från sin militärtjänstgöring i Vietnam så började han att läsa instruktionerna i Ben Hogans bok The Five Fundamentals of Golf. Han insåg snabbt att han hade talang för spelet då han under sin första runda gick på under 100 slag och efter nio månader på 70 slag.
Han tog examen vid Kennesaw Junior College 1970 och blev professionell året efter. Han kvalificerade sig för PGA-touren när han var 27 år. Hans genombrott kom 1979 då han vann två proffstävlingar och slutade på andra plats i penningligan efter Tom Watson.
Nelson vann tio tävlingar på PGA-touren av vilka tre var majors. I sin första majortävling, PGA Championship 1981, vann han med fyra slag. 1983 vann han efter att ha legat sju slag efter inför den tredje rundan. Han spelade dock de två sista rundorna på 132 slag och vann över Tom Watson med ett. 1987 hamnade han på delad första plats med Lanny Wadkins efter 72 hål men vann efter ha gjort par på det första särspelshålet.
Nelson spelade i det amerikanska Ryder Cup-laget 1979, 1981 och 1987. Han vann även fyra tävlingar i Japan. Sedan han fyllde 50 år 1997 har Nelson haft en framgångsrik karriär på Champions Tour även om han ännu inte har vunnit någon senior major. Han är även aktiv inom golfbanedesign.

## Meriter

### Majorsegrar
- 1981 PGA Championship
- 1983 US Open
- 1987 PGA Championship

### PGA-segrar
- 1979 Jackie Gleason-Inverrary Classic,  Western Open
- 1980 Atlanta Classic
- 1981 Greater Greensboro Open
- 1984 Walt Disney World Golf Classic
- 1987 Walt Disney World/Oldsmobile Classic
- 1988 Georgia-Pacific Atlanta Golf Classic

### Segrar på Champions Tour
- 1998  American Express Invitational,  Pittsburgh Senior Classic,  Boone Valley Classic
- 1999  GTE Classic,  Bruno's Memorial Classic
- 2000  Las Vegas Senior Classic,  Boone Valley Classic,  FleetBoston Classic,  Foremost Insurance Championship,  Bank One Senior Championship,  Vantage Championship
- 2001  MasterCard Championship,  Royal Caribbean Classic,  FleetBoston Classic,  Farmers Charity Classic,  SBC Championship
- 2003  Constellation Energy Classic
- 2004  FedEx Kinko's Classic,  Administaff Small Business Classic presented by KBR

### Övriga segrar
- 1980 Tokai Classic (Japan Golf Tour)
- 1983 Dunlop International Open (Japan)
- 1988 PGA Grand Slam of Golf (United States - unofficial event)
- 1989 Suntory Open (Japan)
- 1991 Dunlop Phoenix (Japan)
- 1999 Chrysler Senior Match Play Challenge